# Elaphria deliriosella
Elaphria deliriosella là một loài bướm đêm trong họ Noctuidae.